# Gazān-e Pā'īn
Gazān-e Pā'īn (persiska: گَزانِ سُفلَى, كَزَنِ كوچِك, گزان پائين, قَجان, Gazān-e Soflá, Gazān-e Pā’īn) är en ort i Iran.   Den ligger i provinsen Kurdistan, i den nordvästra delen av landet, 400 km väster om huvudstaden Teheran. Gazān-e Pā'īn ligger 1 707 meter över havet och antalet invånare är 137.
Terrängen runt Gazān-e Pā'īn är huvudsakligen kuperad. Gazān-e Pā'īn ligger nere i en dal.Runt Gazān-e Pā'īn är det ganska tätbefolkat, med 124 invånare per kvadratkilometer. Närmaste större samhälle är Bāyanchūb, 8,3 km väster om Gazān-e Pā'īn. Trakten runt Gazān-e Pā'īn består i huvudsak av gräsmarker.